# Querschreiben
Das Wort Querschreiben stammt aus dem Wechselrecht und bedeutet die Unterschrift auf dem Wechsel durch den Bezogenen oder Wechselbürgen.

## Wechselrecht
Auf dem Wechselvordruck DIN 5004 ist die Unterschrift des Bezogenen nicht horizontal, sondern vertikal – also quer zum übrigen Schriftbild – vorgesehen. Mit dem „Querschreiben“ akzeptiert der Bezogene durch seine Unterschrift auf der linken Seite des gezogenen Wechsels seine Zahlungspflicht (Art. 28 Abs. 1 WG), womit die wechselrechtliche Haftung des Bezogenen ausgedrückt werden soll. Hieraus entwickelte sich die Warnung „Schreibe hin, schreibe her, schreibe niemals quer!“ Die Unterschrift des Bezogenen ist gemäß Art. 1 Nr. 3 WG ein gesetzlicher Bestandteil des Wechsels. Auch die Wechselbürgschaft entsteht durch „Querschreiben“ durch den Bürgen auf dem Wechsel (Art. 31 WG).

## Englisches Wechselrecht
Dieses Querschreiben stimmte nicht mit dem Querschreiben (englisch crossing) des Wechsels im englischen Wechselrecht vom August 1856 überein, womit die Zahlung aus dem Wechsel (oder Scheck) nur an einen Bankier möglich war. Dieser Kreuzverrechnungsvermerk verhinderte die Barauszahlung. Im Ausland ausgestellte gekreuzte Schecks werden im Inland als Verrechnungsschecks behandelt (Art. 38a ScheckG).

## Sonstiges
Die Umgangssprache dehnte das Querschreiben auf alle Arten von Schuldurkunden aus wie etwa bei Bürgschaften oder Schuldscheinen. Früher war es üblich, Verträge auf der unbeschriebenen Rückseite durch quer verlaufende Unterschrift zu bestätigen. Seitdem der Wechsel aus dem Alltag weitgehend verschwunden ist, wird Querschreiben für jede Art der Haftungsübernahme verwendet. Dem Duden zufolge lautet die neue Schreibweise heute „quer schreiben“.